# Hafen von Santa Cruz de Tenerife

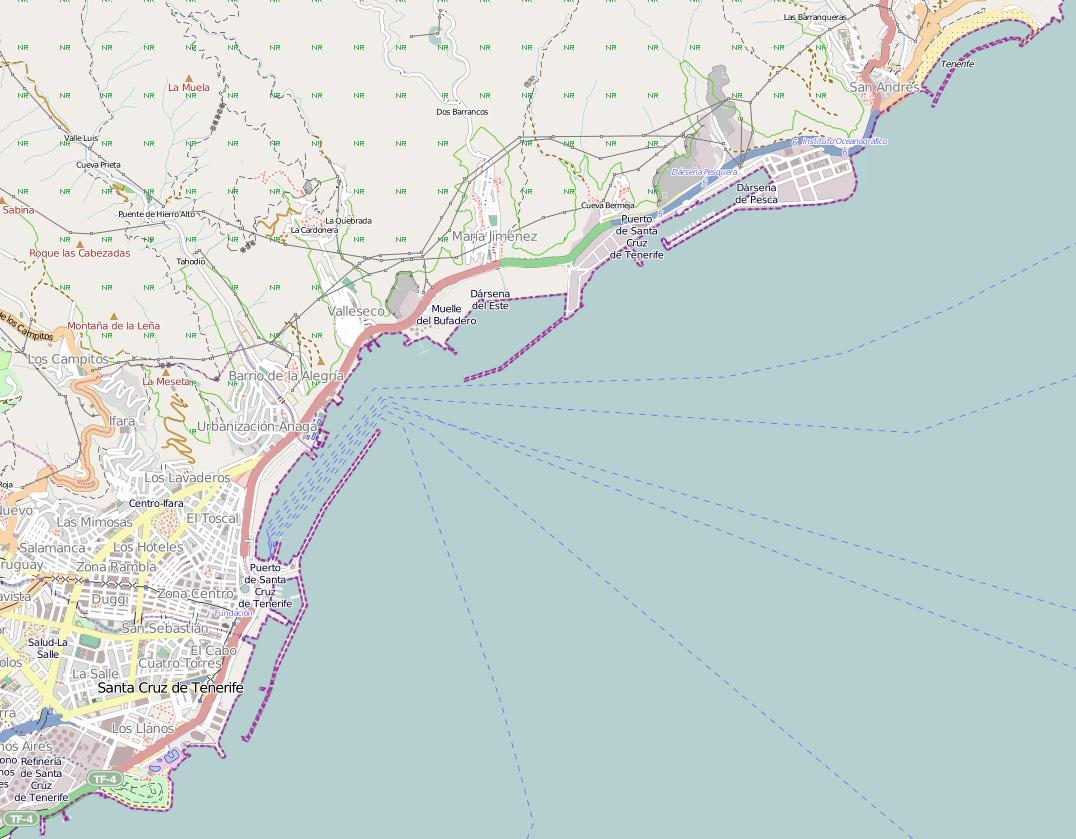
Hafen von Santa Cruz de Tenerife

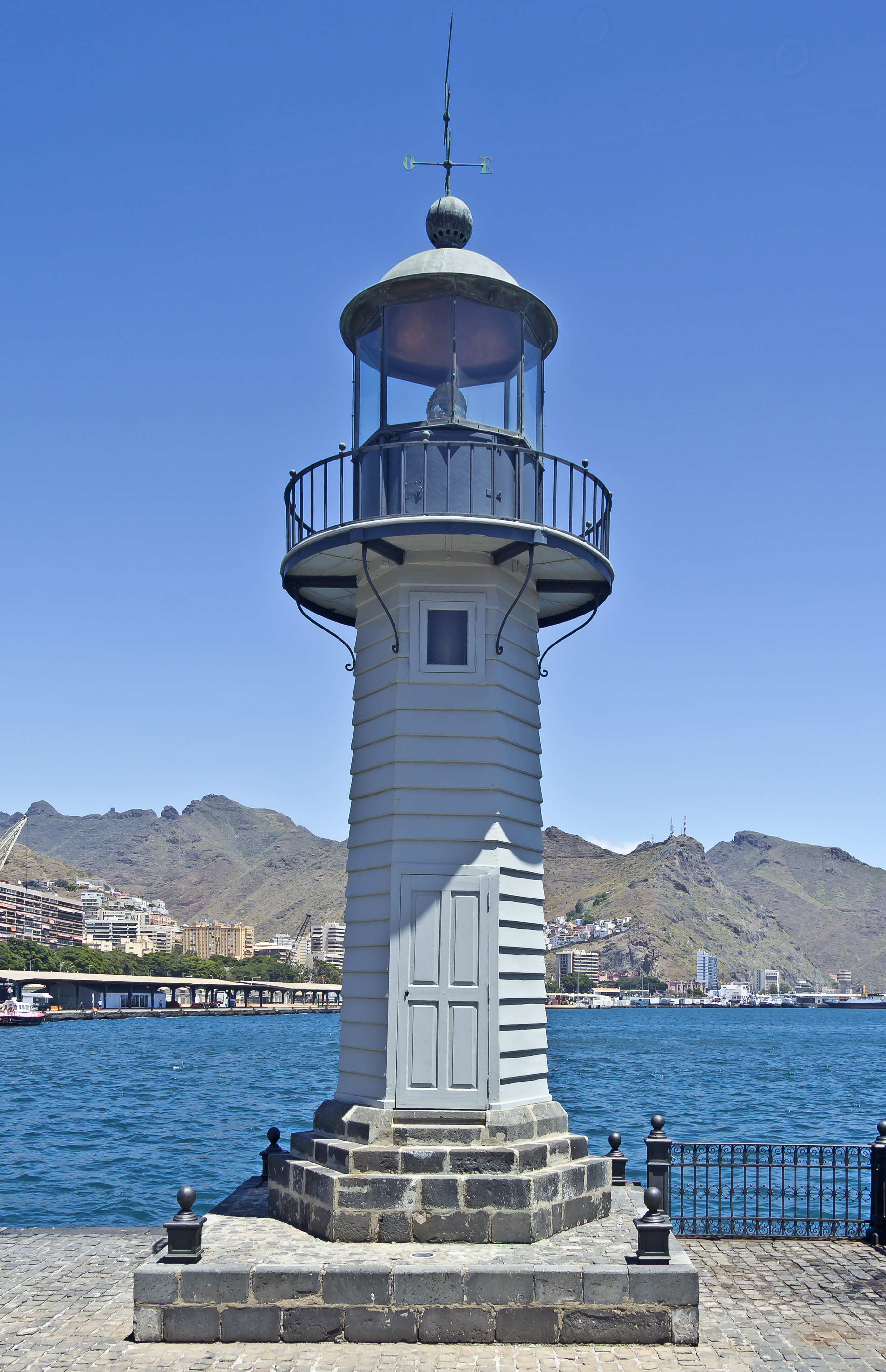
Leuchtturm aus dem Jahr 1863

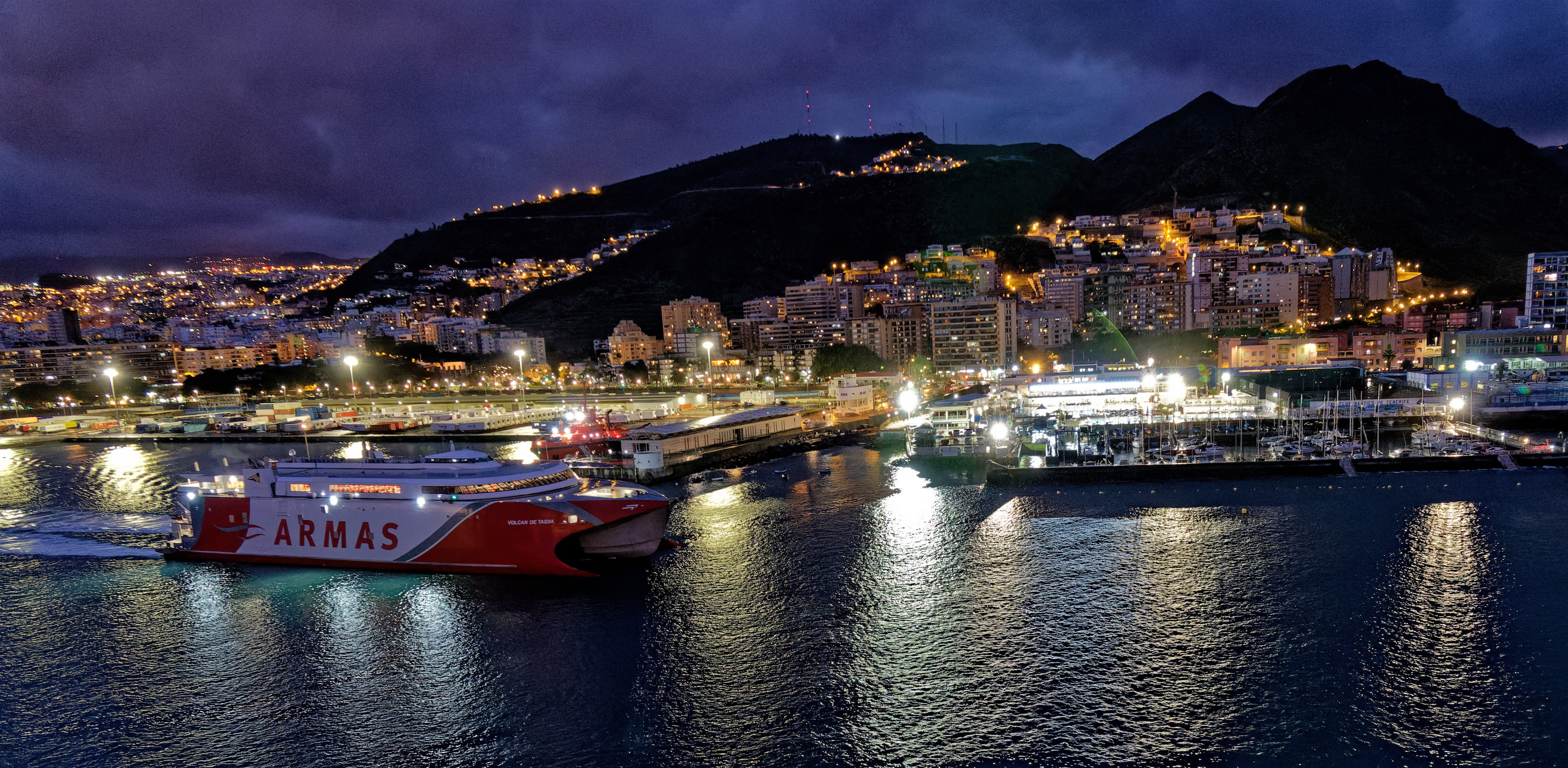
Abendendstimmung am Hafen von Santa Cruz

Der Hafen von Santa Cruz de Tenerife (spanisch: Puerto de Santa Cruz de Tenerife) liegt im Nordosten der Insel Teneriffa in der Autonomen Gemeinschaft der Kanarischen Inseln in Spanien. Er ist der einzige Hafen der Insel, in dem alle Arten von Schiffen an Kaianlagen festmachen können. 

## Hafeneinrichtungen
Der Hafen untersteht der Autoridad Portuaria de Santa Cruz de Tenerife (Hafenbehörde von Santa Cruz de Tenerife). Diese staatliche Behörde ist nicht nur für den Betrieb des Hafens von Santa Cruz de Tenerife zuständig, sondern auch für den Betrieb der anderen Häfen in der Provinz Santa Cruz de Tenerife, Los Cristianos (Tenerife), San Sebastián de La Gomera und La Estaca (El Hierro).
Die Hafenanlagen des Puerto de Santa Cruz de Tenerife gliedern sich heute (2014) in vier Hafenbecken und eine Pier unterhalb der Ölraffinerie, an der Tankschiffe ent- und beladen werden. Die Belegung des Hafens kann über Internet abgefragt werden.
Durch den ständigen Ausbau des Hafens hat sich seit 1953 die Nutzung der einzelnen Hafenanlagen zum Teil grundlegend verändert. Weitere Veränderungen sind sowohl durch weitere Bauarbeiten im Hafen von Santa Cruz de Tenerife selbst als auch mit dem im Jahr 2011 begonnene Bau des Hafens in Granadilla de Abona zu erwarten.
Das nördlichste Hafenbecken ist die Dársena de Pesca (Fischereihafen). Hier können auch größere Fangschiffe bzw. Transportschiffe, die den Fang auf Hoher See übernehmen anlegen. An Land gibt es Kühlhäuser und einige Fischverarbeitungsbetriebe. 
Das südlich davon gelegene Hafenbecken, die Dársena del Este, wird aus dem östlichen Damm (Dique del Este) der Containerkaianlage (Muelle de Contenedores) und der Muelle de Bufadero gebildet. Im Bereich der Containerkaianlage können etwa 5.000 Container zwischengelagert werden. Auch die Muelle de Bufadero dient in erster Linie dem Containerumschlag. Hier könne bis zu 6.000 Container untergebracht werden. In der Dársena del Este legen aber auch Schiffe an, die Ladung für die nahe gelegene Zementfabrik be- und entladen, sowie Schiffe mit anderem Schüttgut.
Das Hafenbecken der Dársena de Anaga wird von der Muelle Norte, der Dique Sur, Muelle de Ribera und der Muelle de Enlace umschlossen. Die Dársena de Anaga ist der Passagierhafen der Insel Teneriffa. An der Muelle Norte legten in der Zeit von 1991 bis 2005 die Jet-Foil-Fähren von und nach Gran Canaria an. In diesem Hafenbecken machen an der Dique Sur die Kreuzfahrtschiffe fest, die den Hafen anlaufen. Die Fähren der Reederei Naviera Armas fahren ab der Dársena de Anaga zu den östlichen kanarischen Inseln und einmal pro Woche nach Huelva. Zwei Fährschiffe der Gesellschaft Fred Olsen fahren von hier aus im Linienverkehr in 80 Minuten nach Agaete auf Gran Canaria. 
Das Hafenbecken der Darsena de los Llanos, das südlich der Muele de Enlace liegt, wird als Sporthafen genutzt, in dem die Boote an Schwimmstegen anlegen können.
Durch die Anlegestelle Muelle de Hondura im Süden der Stadt wird die Raffinerie versorgt.